# Oichalía
Oichalía är en ort i Grekland.   Den ligger i prefekturen Trikala och regionen Thessalien, i den centrala delen av landet, 230 km nordväst om huvudstaden Aten. Oichalía ligger 119 meter över havet och antalet invånare är 3 271.
Terrängen runt Oichalía är kuperad åt nordväst, men åt sydost är den platt. Runt Oichalía är det ganska glesbefolkat, med 28 invånare per kvadratkilometer. Närmaste större samhälle är Trikala, 19,0 km väster om Oichalía. Trakten runt Oichalía består till största delen av jordbruksmark.